# كيرن ليونارد
كيرن ليونارد (بالإنجليزية: Kieran Leonard)‏ هو كاتب أغاني بريطاني، ولد في 1987.

## وصلات خارجية
- الموقع الرسمي
- كيرن ليونارد على موقع IMDb (الإنجليزية)
- كيرن ليونارد على موقع IMDb (الإنجليزية)
- كيرن ليونارد على موقع ميوزك برينز (الإنجليزية)
- كيرن ليونارد على موقع ديسكوغز (الإنجليزية)
- كيرن ليونارد على موقع قاعدة بيانات الفيلم (الإنجليزية)